# Jedzenie Zamiast Bomb

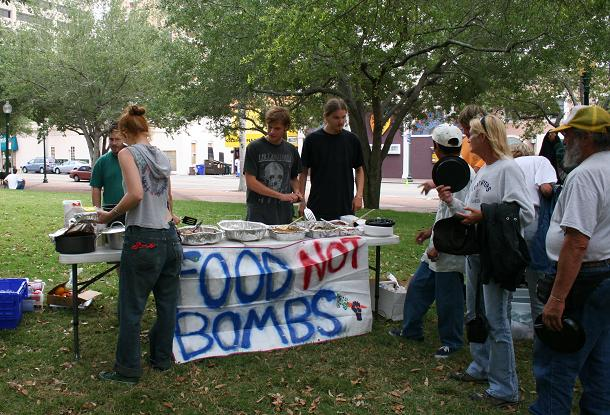
Food Not Bombs w Sarasota.

Jedzenie Zamiast Bomb (ang. Food Not Bombs, skrót. FNB) – społeczna inicjatywa, polegająca na rozdawaniu ciepłych, wegańskich lub wegetariańskich posiłków ludziom biednym, bezdomnym i bezrobotnym. Akcji towarzyszy przekaz antyrządowy i antywojenny, a jej ideą przewodnią jest pokazanie, że kiedy władza wydaje pieniądze na – zdaniem działaczy – niepotrzebne zbrojenia, wielu ludzi umiera z głodu.

## Historia
Food Not Bombs powstało w 1980 w Stanach Zjednoczonych w Cambridge Massachusetts za sprawą ośmiu osób. Wówczas nie miały one w planach stworzenia ruchu ogólnoświatowego, który będzie angażował się w działania na rzecz społeczności lokalnych i walkę z głodem lub niesprawiedliwością społeczną – stało się tak poniekąd przy okazji. Ich celem w tamtym momencie (24.05.1980) było zaprotestowanie przeciwko budowie elektrowni jądrowej Seabrook w stanie New Hampshire, której stworzenie zatwierdził rząd USA. Podczas pokojowego protestu aresztowano jednego z aktywistów. Doprowadziło to do utworzenia grupy, która koncentrowała swoją aktywność na organizowaniu obrony prawnej dla przyjaciela. Jednym z podjętych działań było zebranie pieniędzy poprzez sprzedaż literatury oraz upieczonych ciast. I to właśnie z tych działań zrodził się pomysł na utworzenie Food Not Bombs – akcji, która poprzez dystrybucję żywności wpływałaby na zmianę społeczną, środowiskową i działała na rzecz pokoju – jak określają to sami aktywiści.
W marcu 1981 ta sama grupa ludzi podjęła kolejny protest przed budynkiem Bostońskiego Banku, ponieważ okazało się, że akcjonariuszami są osoby, które zasiadały w radzie nadzorczej elektrowni jądrowej Seabrook. W dniu 26 marca, kiedy odbywało się spotkanie akcjonariuszy, aktywistki i aktywiści przygotowali zupę i przebrali się za włóczęgów. Ten happening miał na celu uświadomienie akcjonariuszom, że ich działania mogą prowadzić do kolejnego załamania gospodarki, jak Wielki Kryzys, a także sprawić, że pewnego dnia wszyscy będą zmuszeni do korzystania z darmowych posiłków. Ze względu, że przygotowana żywność nie mogła się zmarnować, działaczki i działacze zaprosili do udziału w wydarzeniu osoby bezdomne gromadzące się w okolicach Pine Street Inn. Okazało się, że z zupy skorzystały nie tylko osoby bez domu, ale także inni ludzie. Akcja spotkała się z dużym zainteresowaniem, co zaowocowało częstszymi spotkaniami i zaangażowaniem się lokalnych firm, które przekazywały nadwyżki żywności. Wegańskim wieczornym posiłkom w przestrzeni publicznej – na Harvard Square, czy Park Street Station – towarzyszyła muzyka oraz działania teatralne i lalkarskie. Wydarzenia te stały się cykliczne.  
Jeden z założycieli ruchu – Keith McHenry – przeniósł się do San Francisco, gdzie postanowił stworzyć drugą grupę pod nazwą Food Not Bombs. W ramach swoich działań sekcja ta zdecydowała dzielić się co poniedziałek w południe książkami oraz posiłkiem w Parku Golden Gate na końcu Haight Street. Aktywistkom i aktywistom zasugerowano, że mogą uzyskać pozwolenie od władz na swoje działania. Złożyli więc pismo w Urzędzie Rekreacji i Parków. Do 15 sierpnia 1988 nie uzyskali jedna żadnej odpowiedzi, natomiast podczas rozdawania żywności do parku wkroczyło czterdziestu pięciu uzbrojonych policjantów, którzy dokonali aresztowania dziewięciu wolontariuszy. W następnym tygodniu do akcji wydawania darmowych roślinnych posiłków przyłączyło się już ponad sto osób, które przyszły na Haight Street z jedzeniem i banerami, a policja dokonała kolejnych dwudziestu dziewięciu aresztowań. Tym razem stacja CNN i inne media relacjonowały aresztowania aktywistów i aktywistek na cały świat. Zainspirowało to kolejne osoby do pomocy – tym razem policja nie dokonywała już aresztowań, obawiając się konsekwencji kolejnego pojawienia się w mediach. Wydano oświadczenie, że FNB może działać na terenie zbrojowni przy Ocean Beach. Odrzucono tę propozycję, informując jednocześnie, że FNB nie jest organizacją charytatywną, a ruchem, którego celem jest zmiana społeczna. Jednym z obszarów działań jest dla nich uświadomienie ludzi, że pieniądze, które wydawane są na zbrojenia, a mogłyby zostać przekierowane na edukację, opiekę zdrowotną oraz inne usługi socjalne, co zapewniłoby rzeczywiste bezpieczeństwo. W kolejny poniedziałek pojawiło się ponad tysiąc osób, z czego pięćdziesiąt cztery zostały aresztowane. Po tych wydarzeniach i spotkaniu z lokalnymi władzami miasto wydało zgodę na działania FNB w wybranej przez nich przestrzeni, czyli przy Haight Street. 
Od czasu, kiedy wiadomość o aresztowaniach pojawiła się w głównych wiadomościach na całym świecie, ludzie zainspirowani tego typu działaniem, zakładali podobne grupy w swoich miastach: w Seattle, Waszyngtonie, Viktorii czy Nowym Jorku. Nowy etap działań nastąpił po kolejnych aresztowaniach latem 1989, kiedy FNB wspierało protestami osoby bez domu. W tym czasie do akcji dołączyły sekcje z większych miast Kanady, a także z Londynu, Pragi czy Melbourne. Kiedy 17 października 1989 potężne trzęsienie ziemi odcięło prąd i gaz w San Francisco, okazało się, że jedynie Food Not Bombs oferowało posiłki – także dla policjantów, którzy wcześniej dokonywali aresztowań wolontariuszy. Niestety aresztowania nie ustały, ale nie osłabiło to zainteresowania aktywistek i aktywistów z różnych stron świata działaniami ruchu. Doprowadziło to do powstania grup także w Europie, Azji, Ameryce Łacińskiej, Australii i Afryce.

### FNB w Polsce

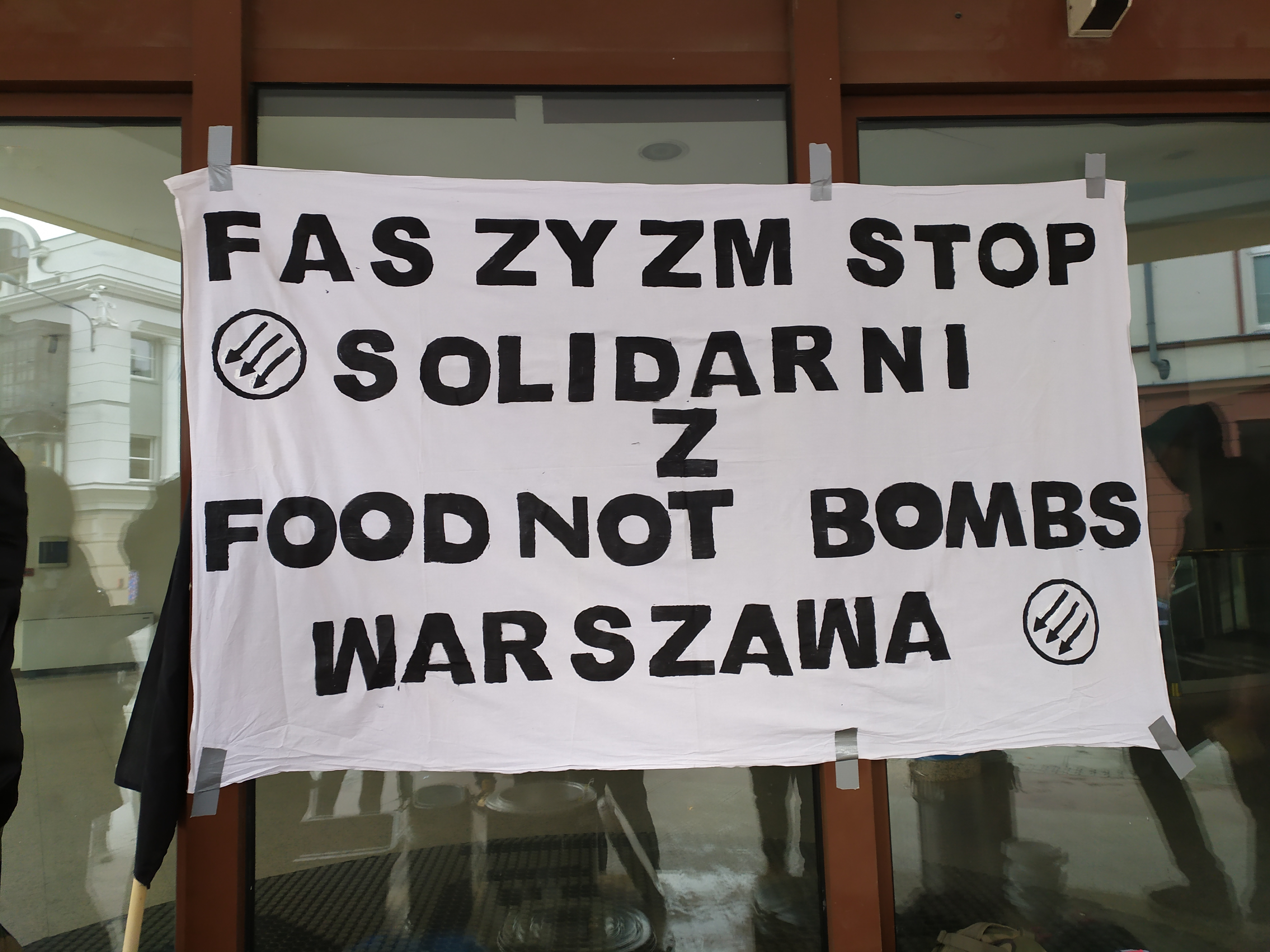
Baner podczas akcji FNB w Łodzi.

W 2020 w Polsce działało mniej więcej trzydzieści sekcji FNB. Aktywistki i aktywiści działali między innymi w: Bielsku-Białej, Bydgoszczy, Gdańsku, Gdyni, Szczecinie, Olsztynie, Opolu, Warszawie, Łodzi, Krakowie, Gorzowie Wielkopolskim, Gliwicach, Poznaniu, Zielonej Górze, Toruniu, Lublinie, Białymstoku, Radomiu, Wrocławiu, Kielcach, Rzeszowie, Katowicach, Jastrzębiu-Zdroju czy w Ełku. Trudno jest odtworzyć historię poszczególnych sekcji, ponieważ nie wszystkie mają swoje strony internetowe (chociażby na portalu społecznościowym Facebook) i mało która rzetelnie informuje o działaniach w ramach akcji. Najdłużej w Polsce działa FNB Wrocław, od 1997. Łódź dołączyła w roku 2000, kolejne były sekcje w Krakowie, Białymstoku, Trójmieście, Gliwicach, Zielonej Górze i Lublinie. Część z nich po pewnym czasie przestawała działać (sekcja białostocka – działała w latach 2001–2009 i została reaktywowana w roku 2017). Nie wszystkie grupy wykazują stałą aktywność. Niektóre działają sezonowo – w okresie zimowym (Gorzów Wielkopolski, Szczecin) lub od jesieni do wiosny (Białystok, Bielsko-Biała, Gdańsk, Kraków, Szczytno), inne działają cały rok (Łódź). 
Większość „rozdawek” ma miejsce w niedzielę (Białystok, Bielsko-Biała, Gdańsk, Katowice, Kraków, Płock, Szczecin, Szczytno, Zielona Góra), ale zdarzają się także takie w sobotę (Biała Podlaska, Lublin, Rzeszów). Część sekcji wydaje posiłki co dwa tygodnie (Biała Podlaska, Katowice, Rzeszów) albo raz w miesiącu. Spotkania mają miejsce zwykle w pobliżu dworców PKP, przejść podziemnych, galerii handlowych lub pasaży, przy stacji metra, lub na głównych placach i ulicach w godzinach od 12:00 do 19:00.
W Polsce parę razy dochodziło do ataków wymierzonych w FNB. Dokonane one były przez środowiska nacjonalistyczne czy kibolskie, niekiedy związane z tzw. autonomicznymi nacjonalistami. Głośnym echem odbiły się w mediach dwa napady, oba dokonane w 2019. Pierwszy z nich miał miejsce 5 marca w Wałbrzychu, gdzie podczas wydawania jedzenia, wolontariuszki oraz wolontariusze zostali obrzuceni kamieniami oraz butelkami przez grupę ok. 20 zamaskowanych kibiców Górnika Wałbrzych. Drugie zdarzenie miało miejsce w Warszawie, kiedy podczas wydawania jedzenia przy stacji metra Centrum (na tzw. "Patelni"), trzech mężczyzn zaatakowało osoby wydające posiłek, a także przypadkowych przechodniów. Jak potem się okazało, atakujący byli związani z neonazistowskim środowiskiem "Szturmowców".

## Idea
W 1992 w październiku odbyło się zebranie osób działających pod szyldem „Jedzenie Zamiast Bomb”. Przybyło około siedemdziesięciu osób z Kanady i Stanów Zjednoczonych, ustaliły one trzy główne idee dla ruchów FNB:
1. Jedzenie ma być roślinne (wegetariańskie lub wegańskie) dostępne za darmo i dla każdego.
2. Każdy oddział FNB będzie jednostką autonomiczną, decyzje podejmowane będą na zasadach konsensusu. Nie będzie liderów, prezesów, dyrektorów i siedzib. Każda osoba działająca w ramach ruchu będzie zachęcana do współdziałania i udziału w procesach decyzyjnych, także te osoby, które oczekują na posiłki.
3. Food Not Bombs nie będzie działalnością charytatywną, tylko bezprzemocową akcją bezpośrednią, której celem jest zmiana społeczna[31].

Pierwotnym założeniem ruchu Jedzenie Zamiast Bomb było rozdawanie darmowych posiłków każdemu, kto był głodny. Jedzenie było zdobywane głównie darmowymi środkami. Działacze chodzili po rynkach, sklepach spożywczych i supermarketach, prosząc o jedzenie, które sprzedawcy zamierzali wyrzucić ze względu na gorszą jakość bądź brak popytu. U źródeł ruchu leżało przeświadczenie, że:
- państwo wydaje pieniądze na bezsensowne i niepotrzebne cele, kiedy wiele jego obywateli głoduje;
- niszczenie nadprodukcji żywności jest kapitalistyczną zbrodnią, w wyniku której głód stał się problemem globalnym;
- wojny są czynnikiem niszczącym społeczeństwo.

Ruch szybko wyspecjalizował się w walce z biedą i bezdomnością, w związku z tym działalność Jedzenia Zamiast Bomb znacznie się poszerzyła. Na akcjach zaczęto rozdawać ubrania (głównie starą odzież pozyskaną od ludzi, bądź też znalezioną na śmietnikach, praną i naprawianą przez działaczy), zabawki oraz książki. Takie działania rozsławiły ruch, który zaczął rozszerzać się na cały świat; wkrótce organizacja ruchu stała się jednolita i zintegrowana z ruchami anarchistycznymi.

## Założenia organizacyjne
Na ogólnopolskiej stronie FNB można przeczytać, że założeniami organizacyjnymi są: 
- Uzyskiwanie możliwie jak największej ilości żywności, ubrań oraz innych rzeczy rozdawanych na akcjach poprzez ich recykling (w tym reusing i upcycling)
- Podejmowanie wszelkich decyzji na zasadzie konsensusu
- Brak hierarchicznej struktury
- Zasada Otwartości: otwartość rozprzestrzeniania ruchu (Jedzenie Zamiast Bomb może utworzyć każda grupa ludzi, która tylko ma na to ochotę, bez pytania o zgodę ruchów w innych miejscach), otwartość ruchu na działaczy (każdy, kto wyrazi chęć, może przyjść na przygotowywanie bądź rozdawanie żywności) oraz otwartość społeczna ruchu (każdy, kto ma na to ochotę, otrzyma całkowicie darmowy posiłek).